# Конфискация
Конфискацията (на латински: confiscatio „обратно в хазната“ ← от на латински: con- „към“ + на латински: fiscus „фиска“) е принудително безвъзмездно изземване на частна собственост или имущество с преобратяването ѝм в публична собственост.
Конфискацията може да настъпи на различно правно основание и при реализацията на различна юридическа отговорност.
Конфискацията бива два вида – наказателна, т.е. в рамките на наказателното производство за извършено престъпление за което се налага и като субсидиарно наказание, и административна. Инициира се от прокуратурата в правовата държава и се осъществява по силата на съдебен акт на съдебната власт, или на такъв на сметна палата.
Не следва да се бърка с експроприацията, която настъпва по силата на законодателен акт.
|  | Тази страница частично или изцяло представлява превод на страницата „Конфискация“ в Уикипедия на руски. Оригиналният текст, както и този превод, са защитени от Лиценза „Криейтив Комънс – Признание – Споделяне на споделеното“, а за съдържание, създадено преди юни 2009 година – от Лиценза за свободна документация на ГНУ. Прегледайте историята на редакциите на оригиналната страница, както и на преводната страница, за да видите списъка на съавторите. ВАЖНО: Този шаблон се отнася единствено до авторските права върху съдържанието на статията. Добавянето му не отменя изискването да се посочват конкретни източници на твърденията, които да бъдат благонадеждни. |